# Othelais
Othelais is een kevergeslacht uit de familie van de boktorren (Cerambycidae). De wetenschappelijke naam van het geslacht werd voor het eerst geldig gepubliceerd in 1866 door Pascoe.

## Soorten
Othelais omvat de volgende soorten:
- Othelais affinis Breuning, 1939
- Othelais flavovariegata Breuning, 1939
- Othelais histrio (Pascoe, 1859)
- Othelais irrorata (MacLeay, 1884)
- Othelais subtesselata Breuning, 1960
- Othelais tessellata (Pascoe, 1866)
- Othelais transversefasciata Breuning, 1953